# Бургшайдунген

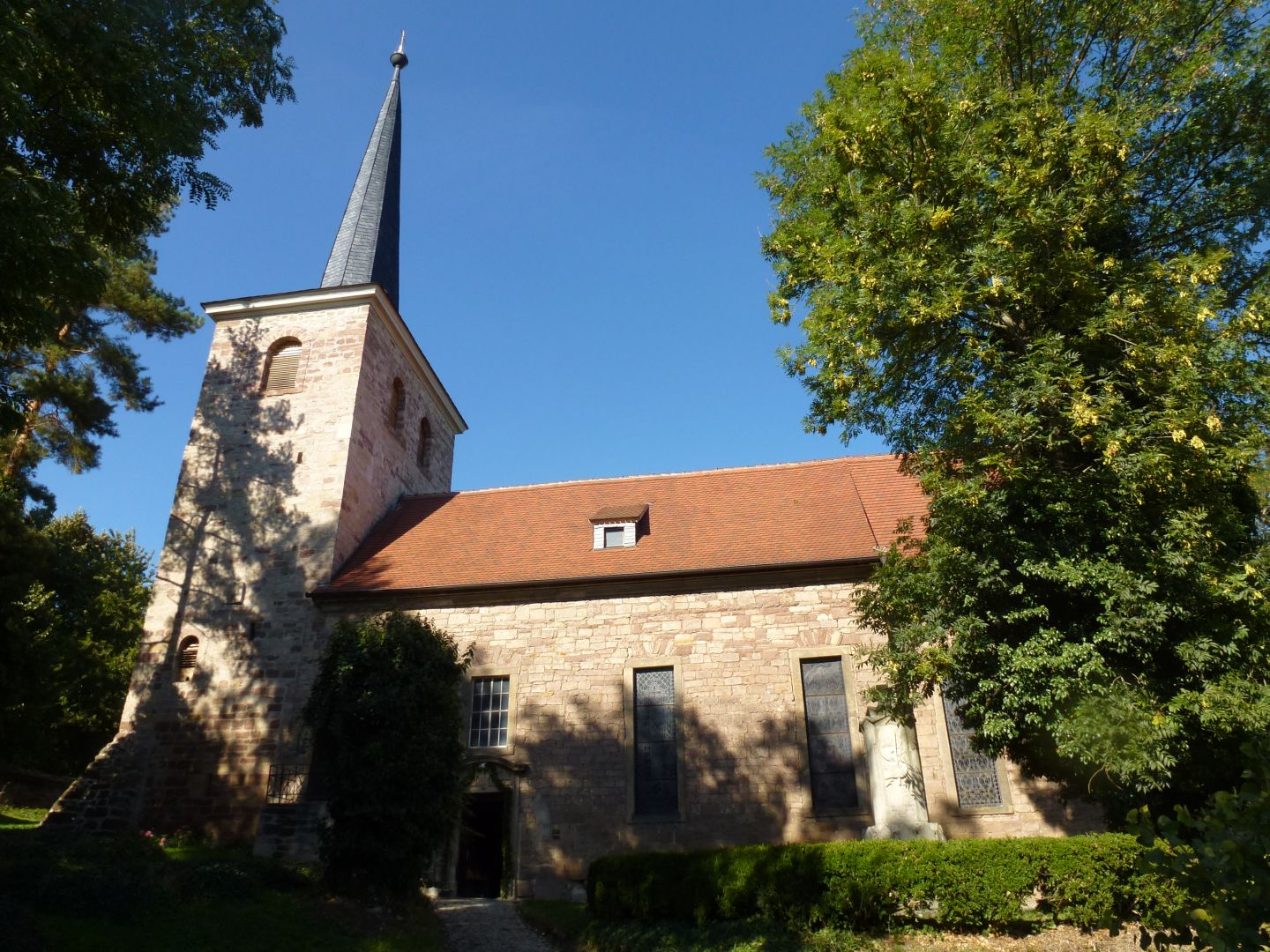
Церковь

Бургшайдунген (нем. Burgscheidungen) — деревня в Германии, в земле Саксония-Анхальт. Входит в состав города Лауха (Унструт) района Бургенланд.

## История
Впервые упоминается между 881 и 899 годами.
Ранее Бургшайдунген имела статус общины (коммуны). Подчинялась управлению Унструтталь. Население составляло 592 человека (на 31 декабря 2006 года). Занимала площадь 8,36 км². 1 июля 2009 года вошла в состав города Лауха (Унструт).

## Достопримечательности
Церковь, построенная в позднем романском стиле с готической надстройкой.